# Francis Lü Shouwang

Wappen von Francis Lü Shouwang

Francis Lü Shouwang (chinesisch 呂守旺; * 1966; † 30. April 2011 in Wuhan) war ein chinesischer Theologe und römisch-katholischer Bischof des Bistums Yichang in der Provinz Hebei.

## Leben
Francis Lü Shouwang, Angehöriger der indigenen Tujia, studierte am Theologischen und Philosophischen Seminar für Zentral- und Südchina in Wuhan und empfing 1991 die Priesterweihe. Nach Tätigkeit in einer Pfarrgemeinde lehrte er Moraltheologie und Bibelstudien im Seminar in Wuhan. 
1999 wurde er von Bischof Paul Francis Zhang Mingqian OFM in die Diözesanverwaltung versetzt und zum Generalvikar bestellt. Nach dem Tod von Bischof Zhang im Jahre 2005 wurde Francis Lü Shouwang durch Papst Benedikt XVI. und Zustimmung der staatlichen chinesischen Behörden 2007 zum Bischof des Bistums Ichang (Yichang) ernannt und am 30. November 2007 in der Franziskus-Kathedrale in Yichang geweiht.
Er starb an den Folgen einer akuten Pankreatitis.